# Подільник напруги
Поді́льник напру́ги — лінійна електронна схема, напруга на виході якої (Vout) складає частину напруги на вході (Vin). Найпростіший дільник напруги складається з двох послідовно увімкнених резисторів.

## Дільник напруги на резисторах

Схема найпростішого дільника напруги на резисторах.

Схема резисторно-конденсаторного дільника напруги.

Згідно із Законом Ома зв'язок між вхідною і вихідною напругою, визначається за формулою:
{\displaystyle V_{\mathrm {out} }={\frac {R_{2}}{R_{1}+R_{2}}}\cdot V_{\mathrm {in} }}

Доведення: 

{\displaystyle V_{\mathrm {in} }=I\cdot (R_{1}+R_{2})}
{\displaystyle V_{\mathrm {out} }=I\cdot R_{2}}
{\displaystyle I={\frac {V_{\mathrm {in} }}{R_{1}+R_{2}}}}
{\displaystyle V_{\mathrm {out} }=V_{\mathrm {in} }\cdot {\frac {R_{2}}{R_{1}+R_{2}}}} 

Передавальна функція цієї схеми:
{\displaystyle H={\frac {V_{out}}{V_{in}}}={\frac {R_{2}}{R_{1}+R_{2}}}}

## Застосування
Подільники напруги використовуються для регулювання рівня сигналу, для зміщення активних пристроїв в підсилювачах, і для вимірювання напруги. Вимірювальні мости і мультиметри мають у своєму складі дільники напруги.
Потенціометри, які є змінними дільниками струму, використовуються у різноманітних приладах, зокрема у аудіосистемах та радіоприймачах для регулювання гучності. Дільники напруги також можуть бути використані у мікроконтролерних схемах для вимірювання опору давача.

Дільник напруги зі стабілізованою напругою на виході (параметричний стабілізатор).

Дільник напруги можна використовувати для стабілізації вихідної напруги, якщо як нижнє плече дільника, використовувати стабілітрон. Вихідна напруга у цьому випадку буде рівна напрузі стабілізації стабілітрона.
Дільники напруги широко використовується як атенюатори на низьких частотах.

## Інтернет-ресурси
- Voltage Divider Calculator